# Silent Fall
Silent Fall là một phim bí mật ra năm 1994 về một em bé có bệnh tự kỷ, và là nhân chứng duy nhất trong một cuộc giết người rùng rơn. Phim dạo diễn bởi Bruce Beresford, và có các tài tử Richard Dreyfuss, Linda Hamilton, John Lithgow, J. T. Walsh, và Liv Tyler.

## Chuyện phim
Cốt truyện xoay quanh Tim, một em bé trai bịnh tự kỷ. Bé Tim thấy cha mẹ cậu bị giết. Bác sỉ tâm thần Rainer được mời khám nghiệm Tim để tìm ra manh mối vụ án. Nhưng ông ta không dụ Tim nói ra được em đã thấy chuyện gì xảy ra trong vụ án mang. Chị của Tim là Silvie rất bảo bộc em. Silvie cuối cùng thì cũng đồng lòng với bác sỉ Rainer, nhưng đồng thời cũng điều tra về đời tư ông ta. Silvie khám phá ra là ông ta bị cho rằng có dính líu đến vụ tự tử của một đứa trẻ nhỏ khác. Ông ta đã là bác sỉ của em đó...

## Các vai
| Văn bản tiêu đề  | Văn bản tiêu đề              |
| ---------------- | ---------------------------- |
| Richard Dreyfuss | Bác sỉ Jake Rainer           |
| Linda Hamilton   | Karen Elliot                 |
| John Lithgow     | Bác sỉ Harlinger             |
| J. T. Walsh      | Cảnh sát trưởng Mitch Rivers |
| Ben Faulkner     | Tim Warden                   |
| Liv Tyler        | Sylvie Warden                |

## Giải thưởng
- 45th Berlin International Film Festival - nominated for the Golden Bear award.[1]